# 塩ホルモン

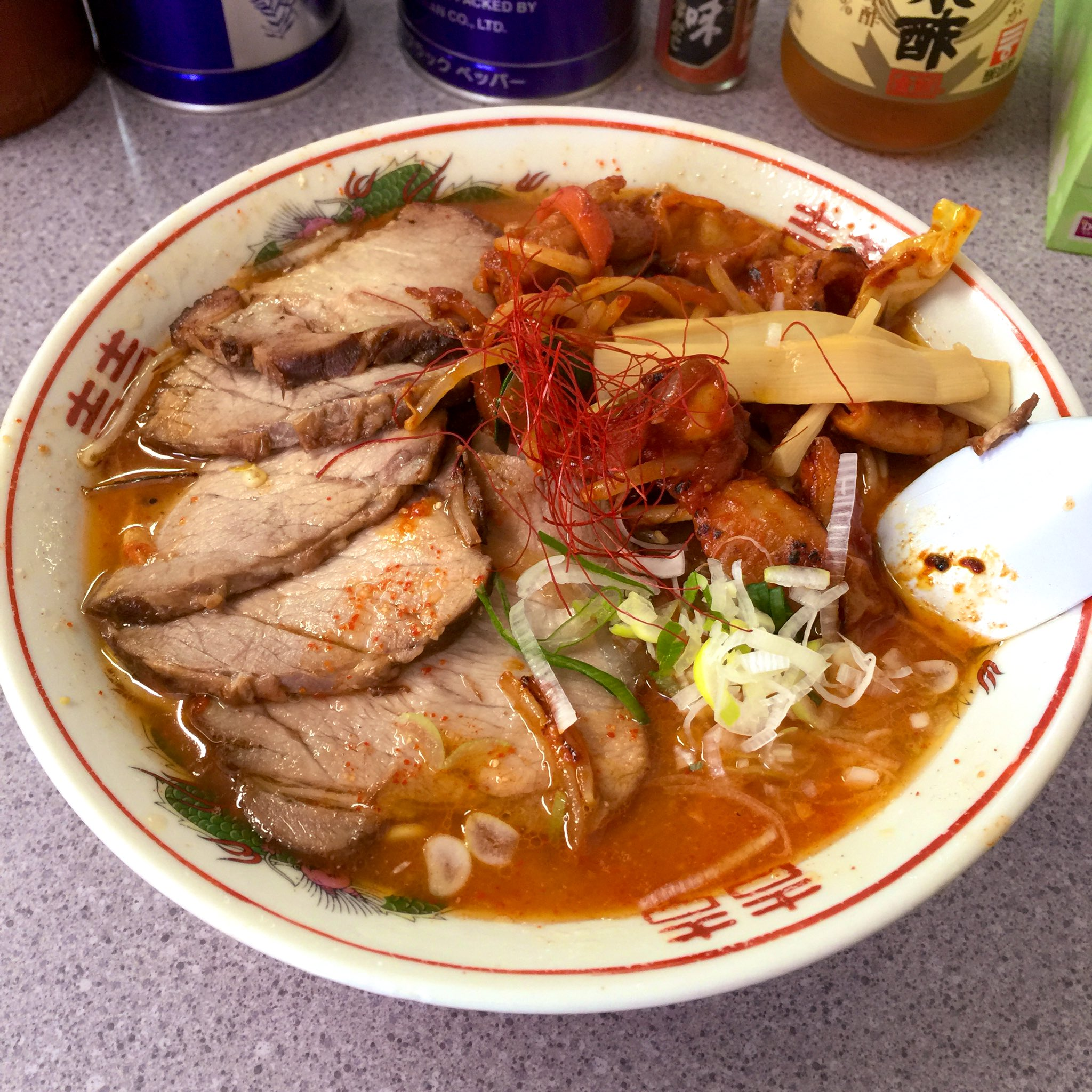
旭川市のホルモンをのせたラーメン、「モルメン」

塩ホルモン（しおホルモン）とは、北海道旭川市が発祥のホルモン焼きの一種
。塩ベースの調味液で塩漬けにされた豚のホルモン（内臓肉・腸）である。

## 概要
特に旭川市周辺で食べられることが多く、市内には数多くのホルモン専門店がある。一般の焼肉店でも供され、ジンギスカンと一緒に食べられることも多い。

## 特徴
塩味の調味料に漬け込んだ豚のホルモン（牛を用いることはない）。炭火を使い七輪などで焼いて食べることが一般的。店舗によっては、焼く時にガーリックパウダーをふりかけて味付けをすることもある。

## 歴史・その他
- 旭川市は昔から養豚業が盛んな地域であり、嵐山地区には養豚団地も存在する。塩ホルモン・豚トロの発祥地であるのも、養豚の歴史があったことが大きい[2]。

- 旭川市には、ホルモンをラーメンの上にトッピングした「モルメン」と呼ばれるラーメンを提供する外食店もある[3]。また、塩ホルモンの他に、味噌ベースの調味液に漬け込んだ味噌ホルモンもある。

- ホルモンはそのまま焼いて食べる方法が一般的だが、野菜炒め・焼きそばの具材として利用する場合もある。

- 近隣の上富良野町は、豚サガリの発祥地である。[4]

- 日本テレビ系列制作『秘密のケンミンSHOW』でも塩ホルモンが取り上げられ、全国放送された。